# Zmarli w lutym 2012

## Luty 2012
- 29 lutego
  - Roland Bautista, amerykański gitarzysta[1]
  - Ertjies Bezuidenhout, południowoafrykański kolarz[2]
  - Davy Jones, brytyjski aktor, muzyk, wokalista grupy The Monkees[3]
  - Dennis Chinnery, brytyjski aktor[4]
- 28 lutego
  - Jaime Graça, portugalski piłkarz[5]
  - Honorata Gutkowska-Perzyńska, polska lekkoatletka (sprinterka)[6]
  - Armand Penverne, francuski piłkarz[7]
  - Zofia Turowicz, polska działaczka niepodległościowa, pilotka[8]
- 27 lutego
  - Werner Guballa, niemiecki duchowny katolicki, biskup[9]
  - Piotr Pawłowski, polski aktor[10]
  - Władysław Szepelak, polski żołnierz Związku Walki Zbrojnej i więzień niemieckich obozów Auschwitz oraz Mauthausen, poeta[11]
  - Władysław Tajner, polski skoczek narciarski[12]
- 26 lutego
  - Richard Carpenter, brytyjski scenarzysta[13]
  - Árpád Fekete, węgierski piłkarz, trener piłkarski[14]
  - Zbigniew Gach, polski dziennikarz, współautor „Konspiry”[15]
  - Józef Pawlak, polski polityk i samorządowiec, ekonomista, rolnik, poseł na Sejm I kadencji[16]
  - Sol Schiff, amerykański tenisista stołowy, mistrz świata[17]
  - Zollie Volchok, amerykański menedżer sportowy koszykarskiego klubu NBA Seattle SuperSonics[18]
- 25 lutego
  - Maurice André, francuski instrumentalista, trębacz klasyczny[19]
  - Lynn Compton, amerykański prawnik[20]
  - Dick Davies, amerykański koszykarz, mistrz olimpijski (1964)[21]
  - Erland Josephson, szwedzki aktor[22]
  - Ewa Starowieyska, polska scenograf[23]
  - Jerzy Tawłowicz, polski poeta[24]
  - Tadeusz Zieliński, polski muzykolog, krytyk muzyczny, autor książek o muzyce XX w.[25]
- 24 lutego
  - Maria Adelajda de Braganza, Infantka Portugalii[26]
  - Peter Halliday, walijski aktor[27]
  - Remigiusz Kaszubski, polski doktor habilitowany nauk prawnych, specjalista z zakresu prawa bankowego[28]
  - Jerzy Kędra, polski siatkarz, działacz sportowy[29]
- 23 lutego
  - Shaun O’Brien, amerykańska tancerka[30]
  - Kazimierz Żygulski, polski naukowiec, profesor, polityk, minister kultury i sztuki, działacz Polskiego Państwa Podziemnego[31]
- 22 lutego
  - Marie Colvin, amerykańska dziennikarka, korespondentka wojenna[32]
  - Ludmiła Kasatkina, rosyjska aktorka[33]
  - Tadeusz Kisielewski, polski politolog, historyk, profesor[34]
  - Elżbieta Kurkowska, polska montażystka filmowa[35]
  - Mike Melvoin, amerykański pianista jazzowy, kompozytor[36]
  - Dmitri Nabokov, amerykański śpiewak operowy i tłumacz, syn pisarza Vladimira Nabokova[37]
  - Rémi Ochlik, francuski dziennikarz, fotoreporter, laureat nagrody World Press Photo[32]
  - Billy Strange, amerykański kompozytor, autor piosenek, producent muzyczny, gitarzysta i aktor[38]
- 21 lutego
  - Chris Reimer, kanadyjski muzyk rockowy, wokalista i gitarzysta grupy Women[39]
  - Józef Uznański, polski kurier, ratownik i przewodnik tatrzański[40]
  - Stanisław Wieśniak, polski wioślarz, olimpijczyk z Helsinek (1952)[41]
- 20 lutego
  - Renato Dulbecco, włoski onkolog, wirusolog, laureat Nagrody Nobla[42]
  - Knut Torbjørn Eggen, norweski piłkarz[43]
  - Asar Eppel, rosyjski pisarz, tłumacz[44]
  - Imanuel Geiss, niemiecki historyk[45]
  - Lydia Lamaison, argentyńska aktorka[46]
  - Witalij Worotnikow, rosyjski polityk, premier Rosji w latach 1983-1988[47]
- 19 lutego
  - Ruth Barcan Marcus, amerykańska filozof analityczna, logik i filozof logiki[48]
  - Georgi Czerkełow, bułgarski aktor[49]
  - Steve Kordek, amerykański projektant flipperów[50]
- 18 lutego
  - Roald Aas, norweski łyżwiarz szybki[51]
  - Janusz Borkowski, polski prawnik, profesor, sędzia Naczelnego Sądu Administracyjnego[52]
  - George Brizan, grenadyjski polityk, premier Grenady w 1995[53]
  - Elizabeth Connell, południowoafrykańska śpiewaczka operowa[54]
  - Michael Foot, brytyjski historyk[55]
  - Bertie Messitt – irlandzki lekkoatleta, długodystansowiec[56][57]
- 17 lutego
  - Tadeusz Bartos, polski polityk, senator V kadencji[58]
  - Robert Carr, brytyjski polityk, minister[59]
  - Michael Davis, amerykański muzyk rockowy, basista grupy MC5[60]
- 16 lutego
  - Gösta Arvidsson – lekkoatleta szwedzki, kulomiot[61]
  - Baddeley Devesi, salomoński polityk, gubernator generalny Wysp Salomona[62]
  - Anthony Shadid, amerykański dziennikarz[63]
  - Dick Anthony Williams, amerykański aktor[64]
- 15 lutego
  - Charles Anthony, amerykański śpiewak, tenor[65]
  - Zygmunt Dudys, polski piłkarz[66]
  - Zelda Kaplan, amerykańska ikona mody[67]
  - Elyse Knox, amerykańska aktorka[68]
  - Aleksander Olejniczak, polski piłkarz[69]
  - Stanisław Rudnicki, polski prawnik, sędzia Sądu Najwyższego[70]
- 14 lutego
  - Mike Bernardo, południowoafrykański bokser i kick-boxer, zawodnik K-1[71]
  - Erwin Fiedor, polski skoczek narciarski[72]
  - Stefan Gratunik, polski major, członek Związku Piłsudczyków[73]
  - Tonmi Lillman, fiński muzyk rockowy, perkusista grupy Lordi[74]
  - Dory Previn, amerykańska wokalistka i kompozytorka, autorka tekstów piosenek[75]
  - Péter Rusorán, węgierski piłkarz wodny[76]
- 13 lutego
  - Ladislau Biernaski, brazylijski duchowny katolicki, biskup[77]
  - Daniel Gerould, amerykański teatrolog i tłumacz polskiego pochodzenia[78]
  - Andrzej Marek, polski profesor, prawnik, karnista[79]
  - Freddie Solomon, amerykański futbolista[80]
- 12 lutego
  - Zina Bethune, amerykańska aktorka[81]
  - Alfred Borkowski, polski lekarz, pulmonolog, pisarz, działacz społeczny[82]
  - Adrian Foley, brytyjski arystokrata, kompozytor, pianista[83]
  - David Kelly, irlandzki aktor[84]
- 11 lutego
  - Whitney Houston, amerykańska piosenkarka, aktorka[85]
- 10 lutego
  - Gloria Lloyd, amerykańska aktorka, córka Harolda Lloyda[86]
  - Jerzy Ochman, polski samorządowiec, przewodniczący rady miejskiej w Wadowicach (1990–2006), radny sejmiku małopolskiego[87]
  - Guido Fanti, włoski polityk i samorządowiec, deputowany krajowy i europejski, senator, burmistrz Bolonii (1966–1970)[88]
  - Leszek Walczak, polski lekkoatleta, sprinter[89]
- 9 lutego
  - Roman Gałan, polski dziennikarz, lektor języka ukraińskiego i wykładowca Chrześcijańskiej Akademii Teologicznej w Warszawie[90]
  - John Hick, brytyjski filozof, teolog[91]
  - Kamil Kulczycki, polski reżyser i scenarzysta filmowy, instruktor harcerski[92]
  - Barbara Marianowska, polska polityk, ekonomistka, posłanka na Sejm IV, V i VI kadencji[93]
- 8 lutego
  - Adam Adamowicz, polski artysta, concept artist[94]
  - Irina Turowa, rosyjska lekkoatletka, sprinterka[95]
- 7 lutego
  - Krzysztof Duniec, polski dziennikarz, fotograf, wydawca[96]
  - Harry Keough, amerykański piłkarz[97]
  - Józef Kobiela, polski działacz partyjny i nauczyciel, wicewojewoda sieradzki (1975–1982)[98]
- 6 lutego
  - Witalij Gorelik, rosyjski himalaista[99]
  - Juan Lezcano, paragwajski piłkarz[100]
  - Władysław Ogrodziński, polski pisarz, dziennikarz, animator kultury[101]
  - Zygmunt Suszczewicz, polski polityk i rolnik, poseł na Sejm II kadencji (1993–1997)[102]
  - Antoni Tàpies, hiszpański malarz, rzeźbiarz[103]
  - Janice Voss, amerykańska astronautka[104]
- 5 lutego
  - Bill Hinzman, amerykański aktor[105]
- 4 lutego
  - Sabina Chromińska-Leśniak, polska aktorka teatralna i filmowa[106]
  - István Csurka, węgierski pisarz, dziennikarz, polityk[107]
  - Florence Green, brytyjska weteranka I wojny światowej[108]
  - Mike deGruy, amerykański operator filmowy[109]
  - Nigel Doughty, brytyjski biznesmen, działacz sportowy, prezes klubu piłkarskiego Nottingham Forest F.C.[110]
  - Hubert Leitgeb, włoski biathlonista[111]
  - Karlo Marquinto, filipiński bokser[112]
  - Jerzy Morawski, polski działacz państwowy i partyjny[113]
  - Ludwika Uggla, polaka wyróżniona tytułem Sprawiedliwy wśród Narodów Świata[114]
  - Jan Waleczek, polski dziennikarz, polityk[115]
  - Andrew Wight, amerykański scenarzysta, producent[109]
- 3 lutego
  - Norbert Blacha, polski muzyk, kompozytor, aranżer, pianista, organista[116]
  - Ben Gazzara, amerykański aktor[117]
  - Zalman King, amerykański reżyser filmowy, aktor[118]
  - Jarosław Kotarski, polski tłumacz[119]
  - Mikołaj Lipowski, polski miłośnik jazzu, wykładowca uniwersytecki, wiceprezes Polskiego Stowarzyszenia Jazzowego[120]
  - Adam Nowosławski, polski immunolog[121]
  - Andrzej Szczeklik, polski lekarz, internista, profesor, pisarz, eseista i filozof medycyny[122]
  - Maria Wiechetek, polska toksykolog, profesor, wykładowca SGGW[123]
  - Samuel Youd, brytyjski pisarz[124]
- 2 lutego
  - Ludwik Ekiert, polski samorządowiec i historyk, starosta nidzicki (2006–2012)[125]
  - Dorothy Gilman, amerykańska pisarka[126]
  - Jane Ising, profesor ekonomii na Bradley University[127]
  - Wayne Kelly, amerykański sędzia bokserski[128]
  - Nassib Lahoud, libański polityk[129]
  - James F. Lloyd, amerykański polityk, członek Izby Reprezentantów (1975–1981)[130]
- 1 lutego
  - Herb Adams - amerykański baseballista[131]
  - Angelo Dundee, amerykański trener bokserski[132]
  - Jack Emery, brytyjski lekkoatleta, długodystansowiec[133]
  - Andrzej Gaberle, polski prawnik, kryminolog, polityk[134]
  - Ladislav Kuna, słowacki piłkarz, trener piłkarski[135]
  - Ingolf Mork, norweski skoczek narciarski[136]
  - Andrzej Sztolf, polski skoczek narciarski, olimpijczyk[137]
  - Wisława Szymborska, polska poetka, laureatka literackiej Nagrody Nobla, dama Orderu Orła Białego[138]